# Communautés cadastrales de Vienne
La ville de Vienne est divisée en 89 communautés cadastrales (en allemand Katastralgemeinden, KG). Celles-ci sont identiques aux arrondissements dans le centre ; pour les banlieues plus éloignées, les communautés suivent la forme des anciens villages. 
Les frontières cadastrales ne coïncident pas toujours avec celles des arrondissements. 

## Liste des communautés cadastrales de Vienne
| Communautés- cadastrales   | N°    | Abt°. Carte | Arrondissement            | Superficie en ha (dans l'arrondissement) | autre(s) arrondissement(s) (e) (avec superficie en ha) |
| -------------------------- | ----- | ----------- | ------------------------- | ---------------------------------------- | ------------------------------------------------------ |
| Innere Stadt               | 01004 | –           | 01., Innere Stadt         | 285,71                                   | –                                                      |
| Leopoldstadt               | 01657 | –           | 02., Leopoldstadt         | 1.791,92                                 | –                                                      |
| Landstraße                 | 01006 | –           | 03., Landstraße           | 717,25                                   | 11. (1,00)                                             |
| Wieden                     | 01011 | –           | 04., Wieden               | 180,22                                   | –                                                      |
| Margarethen                | 01008 | –           | 05., Margarethen          | 200,68                                   | 6. (1,00)                                              |
| Mariahilf                  | 01009 | –           | 06., Mariahilf            | 143,81                                   | –                                                      |
| Neubau                     | 01010 | –           | 07., Neubau               | 160,54                                   | 1. (1,00)                                              |
| Josefstadt                 | 01005 | –           | 08., Josefstadt           | 108,94                                   | –                                                      |
| Alsergrund                 | 01002 | –           | 09., Alsergrund           | 295,88                                   | 1. (1,00)                                              |
| Favoriten                  | 01101 | F           | 10., Favoriten            | 524,14                                   | 3. (2,00)                                              |
| Inzersdorf-Stadt           | 01102 | I           | 10., Favoriten            | 786,03                                   | 12. (13,58), 23. (5,00)                                |
| Oberlaa Land               | 01104 | OL          | 10., Favoriten            | 450,37                                   | –                                                      |
| Oberlaa Stadt              | 01105 | OS          | 10., Favoriten            | 748,28                                   | –                                                      |
| Rothneusiedl               | 01106 | R           | 10., Favoriten            | 189,91                                   | –                                                      |
| Unterlaa                   | 01108 | U           | 10., Favoriten            | 338,11                                   | –                                                      |
| Albern                     | 01109 | A           | 11., Simmering            | 258,61                                   | –                                                      |
| Kaiserebersdorf            | 01103 | K           | 11., Simmering            | 1.026,11                                 | 10. (23,00)                                            |
| Simmering                  | 01107 | S           | 11., Simmering            | 1.039,12                                 | 3. (22,50), 10. (116,94)                               |
| Altmannsdorf               | 01301 | A           | 12., Meidling             | 230,65                                   | –                                                      |
| Gaudenzdorf                | 01303 | G           | 12., Meidling             | 27,54                                    | –                                                      |
| Hetzendorf                 | 01304 | H           | 12., Meidling             | 195,93                                   | –                                                      |
| Meidling                   | 01305 | M           | 12., Meidling             | 318,61                                   | –                                                      |
| Auhof                      | 01201 | A           | 13., Hietzing             | 2.532,61                                 | 14. (22,00)                                            |
| Hacking                    | 01203 | Ha          | 13., Hietzing             | 43,04                                    | 14. (8,00)                                             |
| Hietzing                   | 01205 | Hi          | 13., Hietzing             | 122,99                                   | –                                                      |
| Lainz                      | 01207 | L           | 13., Hietzing             | 171,56                                   | –                                                      |
| Ober-Sankt-Veit            | 01209 | O           | 13., Hietzing             | 394,06                                   | –                                                      |
| Rosenberg                  | 01211 | R           | 13., Hietzing             | 40,63                                    | –                                                      |
| Schönbrunn                 | 01212 | Sb          | 13. Hietzing              | 200,55                                   | –                                                      |
| Speising                   | 01213 | Sp          | 13., Hietzing             | 180,36                                   | –                                                      |
| Unter-Sankt-Veit           | 01215 | U           | 13., Hietzing             | 60,88                                    | –                                                      |
| Breitensee                 | 01202 | B           | 14., Penzing              | 172,82                                   | 16. (1,00)                                             |
| Hadersdorf                 | 01204 | Ha          | 14., Penzing              | 2.106,37                                 | –                                                      |
| Hütteldorf                 | 01206 | Hü          | 14., Penzing              | 615,47                                   | 13. (20,00)                                            |
| Oberbaumgarten             | 01208 | O           | 14., Penzing              | 89,85                                    | –                                                      |
| Penzing                    | 01210 | P           | 14., Penzing              | 192,71                                   | –                                                      |
| Unterbaumgarten            | 01214 | U           | 14., Penzing              | 99,21                                    | 13. (3,00)                                             |
| Weidlingau                 | 01216 | W           | 14., Penzing              | 93,47                                    | –                                                      |
| Fünfhaus                   | 01302 | F           | 15., Rudolfsheim-Fünfhaus | 164,83                                   | –                                                      |
| Rudolfsheim                | 01306 | R           | 15., Rudolfsheim-Fünfhaus | 167,44                                   | –                                                      |
| Sechshaus                  | 01307 | S           | 15., Rudolfsheim-Fünfhaus | 36,24                                    | –                                                      |
| Neulerchenfeld             | 01403 | N           | 16., Ottakring            | 60,15                                    | –                                                      |
| Ottakring                  | 01405 | O           | 16., Ottakring            | 805,93                                   | –                                                      |
| Dornbach                   | 01401 | D           | 17., Hernals              | 558,13                                   | –                                                      |
| Hernals                    | 01402 | H           | 17., Hernals              | 195,34                                   | –                                                      |
| Neuwaldegg                 | 01404 | N           | 17., Hernals              | 385,91                                   | –                                                      |
| Gersthof                   | 01501 | G           | 18., Währing              | 87,85                                    | –                                                      |
| Pötzleinsdorf              | 01510 | P           | 18., Währing              | 222,12                                   | 19. (34,00)                                            |
| Währing                    | 01514 | Wä          | 18., Währing              | 242,64                                   | 19. (11,00)                                            |
| Weinhaus                   | 01515 | W           | 18., Währing              | 17,34                                    | –                                                      |
| Grinzing                   | 01502 | G           | 19., Döbling              | 613,52                                   | –                                                      |
| Heiligenstadt              | 01503 | H           | 19., Döbling              | 219,46                                   | –                                                      |
| Josefsdorf                 | 01504 | J           | 19., Döbling              | 64,99                                    | –                                                      |
| Kahlenbergerdorf           | 01505 | K           | 19., Döbling              | 226,01                                   | –                                                      |
| Neustift am Walde          | 01506 | N           | 19., Döbling              | 151,85                                   | 18. (58,00)                                            |
| Nussdorf                   | 01507 | Nu          | 19., Döbling              | 226,84                                   | –                                                      |
| Oberdöbling                | 01508 | Od          | 19., Döbling              | 241,20                                   | –                                                      |
| Obersievering              | 01509 | Os          | 19., Döbling              | 234,79                                   | –                                                      |
| Salmannsdorf               | 01511 | S           | 19., Döbling              | 66,05                                    | –                                                      |
| Unterdöbling               | 01512 | Ud          | 19., Döbling              | 72,38                                    | –                                                      |
| Untersievering             | 01513 | Us          | 19., Döbling              | 198,25                                   | –                                                      |
| Brigittenau                | 01620 | –           | 20., Brigittenau          | 463,84                                   | –                                                      |
| Donaufeld                  | 01603 | D           | 21., Floridsdorf          | 434,49                                   | 20. (31,00), 22. (28,00)                               |
| Floridsdorf                | 01605 | F           | 21., Floridsdorf          | 233,32                                   | 20. (42,83)                                            |
| Großjedlersdorf I          | 01606 | G I         | 21., Floridsdorf          | 373,55                                   | –                                                      |
| Großjedlersdorf II         | 01607 | G II        | 21., Floridsdorf          | 222,29                                   | –                                                      |
| Jedlesee                   | 01609 | J           | 21., Floridsdorf          | 144,97                                   | –                                                      |
| Leopoldau                  | 01613 | L           | 21., Floridsdorf          | 1.047,46                                 | –                                                      |
| Schwarze Lackenau          | 01614 | SL          | 21., Floridsdorf          | 402,65                                   | 19. (85,97), 20. (30,00)                               |
| Stammersdorf               | 01616 | Sta         | 21., Floridsdorf          | 1.098,42                                 | –                                                      |
| Strebersdorf               | 01617 | Str         | 21., Floridsdorf          | 463,12                                   | –                                                      |
| Aspern                     | 01651 | A           | 22., Donaustadt           | 1.988,87                                 | 2. (24,00)                                             |
| Breitenlee                 | 01652 | B           | 22., Donaustadt           | 1.007,47                                 | –                                                      |
| Eßling                     | 01654 | E           | 22., Donaustadt           | 1.497,78                                 | –                                                      |
| Hirschstetten              | 01658 | H           | 22., Donaustadt           | 551,89                                   | –                                                      |
| Kagran                     | 01660 | Ka          | 22., Donaustadt           | 1.073,70                                 | 21. (5,17)                                             |
| Kaiserebersdorf Herrschaft | 01661 | KH          | 22., Donaustadt           | 2.332,12                                 | 2. (80,00)                                             |
| Kaisermühlen               | 01669 | km          | 22., Donaustadt           | 537,95                                   | 21. (20,45)                                            |
| Landjägermeisteramt        | 01662 | L           | 22., Donaustadt           | 204,51                                   | 2. (31,00)                                             |
| Stadlau                    | 01665 | St          | 22., Donaustadt           | 499,44                                   | –                                                      |
| Süßenbrunn                 | 01668 | Sü          | 22., Donaustadt           | 501,27                                   | –                                                      |
| Atzgersdorf                | 01801 | A           | 23., Liesing              | 376,42                                   | 12. (35,00)                                            |
| Erlaa                      | 01802 | E           | 23., Liesing              | 238,96                                   | –                                                      |
| Inzersdorf                 | 01803 | I           | 23., Liesing              | 854,06                                   | –                                                      |
| Kalksburg                  | 01804 | K           | 23., Liesing              | 375,70                                   | –                                                      |
| Liesing                    | 01805 | L           | 23., Liesing              | 273,82                                   | –                                                      |
| Mauer                      | 01806 | M           | 23., Liesing              | 639,57                                   | –                                                      |
| Rodaun                     | 01807 | R           | 23., Liesing              | 214,45                                   | –                                                      |
| Siebenhirten               | 01808 | S           | 23., Liesing              | 251,22                                   | –                                                      |